# Лесівка (Івано-Франківський район)
Лесі́вка — село в Україні, у Старобогородчанській сільській територіальній громаді Івано-Франківського району Івано-Франківської області.

## Географія
У селі бере початок річка Невочинка.

## Відомі люди
- Яцків Михайло — український письменник, член модерністичного угруповання «Молода муза».
- Гусак Василь — сотенний УПА[1].
- Химинець Олекса (псевдо: Благий) — командир сотні «Месники» із куреня «Скажені», курінний куреня Станіславського ТВ-22 «Чорний ліс» ВО-4 «Говерла»[2].